# 史丹摩
史丹摩是倫敦西北部郊區的一個地區，屬於哈洛倫敦自治市。史丹摩位於查令十字西北11英里（18）。這一地區是以一個古代教區大史丹摩（Great Stanmore）為基礎開始發展。位於史丹摩的史丹摩山是倫敦最高點之一，高152（499英尺）。

## 外部連結
- Stanmore College web site
- Royal National Orthopaedic Hospital web site